# Diego Ferrín
Pour les articles homonymes, voir Ferrin.
Diego Javier Ferrín Valencia (né le 21 mars 1988 dans le canton de Quinindé, province d'Esmeraldas) est un athlète équatorien, spécialiste du saut en hauteur.

## Biographie
Il remporte le titre du saut en hauteur lors des Championnats d'Amérique du Sud d'athlétisme espoirs 2010.
Vice-champion panaméricain, avec son record personnel porté à 2,30 m à Guadalajara (Mexique) en 2011, ce qui lui donne le minima B pour les Jeux olympiques de Londres.
Son meilleur saut était auparavant de 2,25 m, réalisé à la fois en salle à Eaubonne en février 2011 et à l'extérieur à La Havane (EP) le 10 mars 2011. Il remporte la médaille d'or sud-américaine à Buenos Aires 2011 en 2,23 m après une médaille de bronze deux ans auparavant. Il a des records significatifs sur 100 m, 400 m, 1 000 m, 110 m haies (91,4 cm), longueur, poids et javelot (700 g) en tant que spécialiste cadet des épreuves combinées.

## Palmarès
| Date | Compétition                        | Lieu                 | Résultat | Épreuve  | Marque |
| ---- | ---------------------------------- | -------------------- | -------- | -------- | ------ |
| 2007 | Championnats panaméricains juniors | São Paulo            | 3e       | Longueur | 7,44 m |
| 2009 | Championnats d'Amérique du Sud     | Lima                 | 3e       | Hauteur  | 2,10 m |
| 2010 | Championnats ibéro-américains      | San Fernando         | 8e       | Hauteur  | 2,12 m |
| 2011 | Championnats d'Amérique du Sud     | Buenos Aires         | 1er      | Hauteur  | 2,23 m |
| 2011 | Championnats du monde              | Daegu                | qual.    | Hauteur  | 2,21 m |
| 2011 | Jeux panaméricains                 | Guadalajara          | 2e       | Hauteur  | 2,30 m |
| 2012 | Championnats du monde en salle     | Istanbul             | qual.    | Hauteur  | 2,22 m |
| 2012 | Championnats ibéro-américains      | Barquisimeto         | 3e       | Hauteur  | 2,25 m |
| 2012 | Jeux olympiques                    | Londres              | qual.    | Hauteur  | 2,21 m |
| 2013 | Championnats d'Amérique du Sud     | Carthagène des Indes | 6e       | Hauteur  | 2,16 m |
| 2013 | Championnats du monde              | Moscou               | qual.    | Hauteur  | 2,17 m |
| 2015 | Championnats d'Amérique du Sud     | Lima                 | finale   | Hauteur  | NM     |

## Records
| Épreuve         | Épreuve      | Performance | Lieu        | Date            |
| --------------- | ------------ | ----------- | ----------- | --------------- |
| Saut en hauteur | En plein air | 2,30 m      | Guadalajara | 27 octobre 2011 |
| Saut en hauteur | En salle     | 2,25 m      | Eaubonne    | 11 février 2011 |